# شهرستان آساکوچی، اوکایاما

شهرستان آساکوچی، اوکایاما (به ژاپنی: 浅口郡 Asakuchi-gun) یکی از شهرستان‌های ژاپن است که در استان اوکایاما در ژاپن واقع شده است.